# Capitão Contar
Renan Contar, född 25 december 1983, är en brasiliansk politiker, för närvarande statlig ställföreträdare för Mato Grosso do Sul.
Contar är son till Rene Roberto Contar och Miriam Machado Barbosa Contar, som rådde honom att bo i Campo Grande efter utbildningen på AMAN, fortsätta arbetet kopplat till familjens rötter, startat av hans farfars farfar, Arif Contar, en libanes som kom till Brasilien i början av förra seklet. När familjen bosatte sig i huvudstaden var familjen en av pionjärerna för att utveckla regionen och bygga upp en historia av ära och tradition. Contar är gift med Iara Diniz.